# Carniella orites
Carniella orites là một loài nhện trong họ Theridiidae.
Loài này thuộc chi Carniella. Carniella orites được miêu tả năm 1996 bởi Knoflach.